# Big Sam Williams
Pour les articles homonymes, voir Williams.
Sammie "Big Sam" Williams est un tromboniste et chef d'orchestre de La Nouvelle-Orléans, en Louisiane.
Il a été membre du Dirty Dozen Brass Band à l'âge de 19 ans, et dirige actuellement la Big Sam's Funky Nation. Dans sa jeunesse il a étudié avec le saxophoniste Kidd Jordan.
Sa participation au Dirty Dozen lui a permis de rencontrer et de jouer avec des groupes en tournée et des musiciens tels que Karl Denson (en), Ozomatli, Dave Matthews, Widespread Panic (en) et James Brown.
En 2006, il participe à l'album The River in Reverse avec Allen Toussaint et Elvis Costello. Au fil des ans, Big Sam's Funky Nation devient son groupe principal, en tournée à la fois nationale, internationale, et lors de grands festivals tels que le Bonnaroo Music Festival, le Gathering of the Vibes (en), le New Orleans Jazz & Heritage Festival, Voodoo Experience (en), South by Southwest, ou encore l'émission en public Austin City Limits (en).
Funky Nation's est en premier lieu un groupe de style funk et rock, qui emprunte des éléments au jazz traditionnel et au jazz contemporain, ainsi qu'à l'acid jazz, à la dance, au hard rock et même au punk rock.

## Télévision
Sam Williams a un rôle récurrent dans la série de la chaîne HBO Treme, qui traite de la reconstruction de La Nouvelle-Orléans à la suite de l'ouragan Katrina.

## Discographie
- 2010 : King of the Party - Big Sam's Funky Nation (HyperSoul Records)
- 2008 : Peace Love & Understanding - Big Sam's Funky Nation
- 2006 : Take Me Back - Big Sam's Funky Nation
- 2003 : Birth of a Nation - Big Sam's Funky Nation